# Leaf
Leaf（リーフ）は、株式会社アクアプラスのアダルトゲームブランド。
「葉っぱ」「葉」とも呼ばれる。PINKちゃんねるのleaf,key掲示板やコミックマーケットのジャンルコードの影響もあって、Key（通称「鍵」）とひとまとめにして「葉鍵」という分類をされることもある。Leafファンのことを「葉っ派」と呼ぶこともあるが、Keyにおける「鍵っ子」ほどは使われていない。Leafというブランド名は「僕達はまだ芽が出たばかりの小さな葉っぱ、でもいつも天に向かって手を伸ばしていよう。そして、いつかきっと、大地にしっかりと根付く、見上げるほどの大木になろう。」という、想いを込めて命名された。
人の出入りが激しいメーカーとしても知られる。現代表の下川直哉は、設立当初の代表取締役の実子である。

## 沿革

### 1990年代
当初は下川直哉と折戸伸治の2名で音楽事務所U-OFFICEとして活動していたが、1995年よりLeaf名義で活動を開始し、『DR2ナイト雀鬼』 、続いて『Filsnown -光と刻-』を発表したが、どれも売り上げは芳しくなく泡沫メーカーの域をでなかった。
しかし、スタッフに髙橋龍也を迎え、1996年にビジュアルノベルシリーズとして『雫』、『痕』をリリースし異色の作風でゲームマニアに存在をアピール、口コミやパソコン通信、同人誌などで人気がでる。1997年にビジュアルノベルシリーズの第3弾として発売された『ToHeart』のヒットで、成人向けゲーム業界のトップブランドとしての地位を確立した。
1998年に発売された『WHITE ALBUM』では、浮気をテーマに重いシナリオを展開したが『ToHeart』で掴んだファンは方向性の違いに痛々しいという反応を返す。同時期にはF&Cからみつみ美里を始めとする『Piaキャロットへようこそ!!』開発スタッフ、シルキーズで『恋姫』のシナリオを担当した菅宗光らを迎え、東京開発室を設置。従来の開発ラインは大阪開発室（2000年6月の移転までは伊丹開発室）とし、2ラインの体制となった。なお、両開発室はシナリオ・原画担当が別であるため、事実上の別ブランドとも言える（音楽は共通）。
1999年には『ToHeart』を一般販売用の別ブランドAQUAPLUS名義でPlayStationへ移植し、10万本前後を売り上げるとともに一般向けアニメ化を果たし、一般層にも名前を知られるようになる。さらにPCでは東京開発室から『こみっくパーティー』が発売され、同人誌というマニアックなテーマでありながら新たなファン層の獲得に成功した。

### 2000年代
2000年1月28日にはアミューズメントディスク第3弾となる『猪名川でいこう!!』をリリース。同年4月23日に同名のゲーム『こみっくパーティー』を基にした同人即売会を主催したが、会場内での客捌きなどに不慣れなスタッフしか準備できず混乱する。この頃の大阪開発室は、ビジュアルノベルシリーズ三部作の高橋・水無月コンビが開発の現場から離れ管理職の立場に変わったことで開発力が大きく低下する。4月に発売された『まじかる☆アンティーク』では、新人の椎原旬とはぎやまさかげのコンビがメインを務める一方で高橋はおまけシナリオ一本を担当するにとどまり、三部作ほどの評価は得られなかった。その後、6月に原田宇陀児、7月に髙橋龍也や水無月徹といった大阪開発室の主要スタッフがLeafを退社している。
2000年9月14日文章・画像・音楽引用の規制強化、同人誌の委託販売の禁止等、二次創作・素材使用についてへの対応基準を掲載し話題を呼んだ。
2001年2月9日には大阪開発室から盗作騒動の渦中にあった竹林明秀がシナリオを務めるダーク路線への回帰を狙った『誰彼』は売り上げこそ高かったものの出来がファンの期待に反したものだった。2月14日にリーフスタッフが内情を書き綴った掲示板の書き込み文章、通称「552文書」が流出する。この文書によりリーフの内情とともに、上記スタッフらが退社していたことがLeaf,key掲示板利用者を中心に知れ渡る。Leafは3月から1ヶ月間に渡って講談社への盗作に対する謝罪文を自社サイトに掲載したが騒ぎは収まらず、2001年8月にLeaf公式掲示板が一時閉鎖されることとなる。
2002年1月、ファンクラブ会員にABYSS BOATを無料配布。4月には、菅宗光が企画、脚本を務めた東京開発室の『うたわれるもの』が発売され、売り上げは誰彼よりも減少したものの、後にPlayStation 2に移植された。PlayStation 2に移植された『うたわれるもの』は発売後の2ヶ月間で10万本を突破。Amazon.co.jpの2006年ゲーム総合部門売り上げランキングでは年間4位を記録するスマッシュヒットを記録した。また、『うたわれるもの』は2006年、ABCを幹事局とする独立U局系列でアニメ化され、OLMによる作品としてヒット、後にOVAの制作も発表された。
2003年2月大阪開発室はビジュアルノベルを復活させテネレッツァを手がけた永田和久と、新人のまるいたけしをシナリオに据えてビジュアルノベルシリーズ第4弾『Routes』を発売するも、売り上げはさらに減少した。9月の『天使のいない12月』はシナリオライターの主導により、東京開発室では初めてとなる暗い物語を展開。売り上げは『うたわれるもの』と同程度であった。
2004年4月にはアミューズメントディスク第4弾『アルルゥとあそぼ!!』が発売。収録された半リアルタイムSLGの『グエンディーナの魔女』やポンジャン風の脱衣ゲーム『りーぽん』などはそれぞれ後の作品に向けた実験作の意味合いが強いものだった。12月には、大阪・東京開発室合同による『ToHeart』の続編である『ToHeart2』がAQUAPLUS名義でPlayStation 2で発売された。これは旧作のネームバリューも手伝って、前作同様10万本を超えた。
2005年4月には、まるいたけしがメインシナリオ、古寺成が原画を務めたシミュレーションRPG『Tears to Tiara』を発売。さらに9月にはアドベンチャーゲーム『鎖 -クサリ-』を発売した。鎖はこれまでのLeafとは全く違う作品をつくろうという目標のもと、枕流がメインシナリオをつとめ、原画を外注した。これまでも雫や痕など凌辱シーンのある作品を手がけてきたLeafだったが、凌辱をメインに扱ったのはこの作品が初となりファンの評価はまっぷたつに分かれたと言う。両作品とも売り上げはコンスタントにあげているものの大阪開発室による新作の売り上げは『誰彼』以降長らく減少傾向にある。
2005年12月9日には、『ToHeart2』からアダルト要素をとりいれ、パソコンへ逆移植された『ToHeart2 XRATED』が発売され10万本を突破。これにはPS2版プレイヤーの強い後押しがあったと下川はインタビューで語っている。
2006年7月には、東京開発室より『フルアニ』が発売された。これは脱衣麻雀ゲームという『DR2ナイト雀鬼』への回帰を狙った作品であり、『誰彼』で採用したチップアニメのような演出を進化させる形で大きく予算を割いた実験的な作品であったが、東京開発室のゲームとしてはかなり低い売り上げにとどまっている。

### 2010年代
2010年3月には、『WHITE ALBUM2 -introductory chapter-』が発売された。これは丸戸史明の持ち込んだ企画で、2部構成を採用しており、終章の『WHITE ALBUM2 -closing chapter-』は2011年12月に発売された。本作の挿入歌『深愛』はアニメ『WHITE ALBUM(2009年TV放映)』でOP主題歌として用いられた曲で、第60回NHK紅白歌合戦において、緒方理奈役の水樹奈々の歌唱曲に選ばれた。
2011年1月には、『星の王子くん』が発売された。今作も外部スタッフとして、『鎖 -クサリ-』のCGを勤めたQP:flapperが参加している。
2011年12月には、『WHITE ALBUM2 -closing chapter-』が発売された。

## Keyとの関連性
前述のようにKey（ビジュアルアーツのアダルトゲームブランド）とは、ファン層や二次創作のジャンル分けで「葉鍵」とセットにされがちである。そもそもは、巨大インターネット掲示板「2ちゃんねる」において、『痕』おまけシナリオの盗作騒動の影響で「隔離」掲示板としてleaf,key掲示板（通称「葉鍵板」）が設立されたことが原因である。
この時に盗作騒動とは無関係なKeyがLeafと一括りにされたのは、1997年に発売された『To Heart』と翌1998年にTacticsから発売された『ONE 〜輝く季節へ〜 』のファン層が重なったことにより、ファン同士の交流や両作品の比較論争が起こっていたことによる。『ONE』には元Leafで当時Tacticsに在籍していた作曲家の折戸伸治が参加しており、このこともファン層の重なりに影響している。ファン層の重なりとそれに伴う交流は、『ONE』開発チームのほとんどがビジュアルアーツに移籍してKeyを設立して以降も続くことになった。
そして、この分類は、同人文化の総本山である『コミックマーケット』のジャンルコードとして「Leaf&Key」が独立して割り当てられた2001年8月の冬コミ (C60) より一般化し、LeafやKeyの作品を知らない者にも広まった。このコードは、2013年開催の冬コミ (C85)まで1ジャンルとして存在していた。
ただし、両ブランドの作品傾向は大きく異なっており、以前よりもファン層の乖離が見られることから、必ずしも現状を表す分類とは言いきれないことには注意が必要である。
両ブランドの企業としての関連性は、共に関西地区にオフィスを構えるということ以外にないが、Leafに在籍したスタッフが退社後にKeyに入社し、逆にKeyに在籍したスタッフが退社後にLeafに入社したことがあった。

## 作品リスト
※は大阪（伊丹）開発室開発
| 発売年 | 発売日   | タイトル                            | 原画                                                   | シナリオ                            | 備考                       |
| ------ | -------- | ----------------------------------- | ------------------------------------------------------ | ----------------------------------- | -------------------------- |
| 1995年 | 2月24日  | DR2ナイト雀鬼                       | 水無月徹                                               | N/A                                 | ※                          |
| 1995年 | 8月3日   | Filsnown -光と刻-                   | 水無月徹                                               | N/A                                 | ※                          |
| 1996年 | 1月26日  | 雫                                  | 水無月徹                                               | 髙橋龍也                            | ※                          |
| 1996年 | 7月26日  | 痕                                  | 水無月徹                                               | 髙橋龍也、青紫                      | ※                          |
| 1996年 | 11月22日 | さおりんといっしょ!!                | N/A                                                    | N/A                                 | Leafアミューズメントソフト |
| 1997年 | 5月23日  | ToHeart                             | 水無月徹、ラー・YOU                                    | 髙橋龍也、青紫                      | ※                          |
| 1997年 | 11月28日 | 初音のないしょ!!                    | N/A                                                    | N/A                                 | Leafアミューズメントソフト |
| 1998年 | 5月1日   | WHITE ALBUM                         | ら〜・YOU、水無月トオル                                | 原田宇陀児                          | ※                          |
| 1999年 | 5月28日  | こみっくパーティー                  | みつみ美里、甘露樹、中村毅                             | 三宅章介、む〜む〜、鷲見努          |                            |
| 2000年 | 1月28日  | 猪名川でいこう!!                    | N/A                                                    | N/A                                 | Leafアミューズメントソフト |
| 2000年 | 4月28日  | まじかる☆アンティーク               | はぎやまさかげ                                         | 椎原旬                              | ※                          |
| 2001年 | 2月9日   | 誰彼 〜たそがれ〜                   | カワタヒサシ                                           | 竹林明秀                            | ※                          |
| 2002年 | 4月26日  | うたわれるもの                      | 甘露樹                                                 | 菅宗光                              |                            |
| 2002年 | 7月26日  | 痕 リニューアル版                   | 水無月徹                                               | 髙橋龍也                            | ※                          |
| 2003年 | 2月28日  | Routes                              | カワタヒサシ                                           | 永田和久、まるいたけし              | ※                          |
| 2003年 | 9月26日  | 天使のいない12月                    | なかむらたけし、みつみ美里                             | 三宅章介                            |                            |
| 2004年 | 1月23日  | 雫 リニューアル版                   | 水無月徹、比呂菊乃助                                   | 髙橋龍也                            | ※                          |
| 2004年 | 4月28日  | アルルゥとあそぼ!!                  | N/A                                                    | N/A                                 | Leafアミューズメントソフト |
| 2005年 | 4月28日  | Tears to Tiara                      | 古寺成                                                 | まるいたけし                        | ※                          |
| 2005年 | 9月22日  | 鎖 -クサリ-                         | ぴめこ/トメ太、みつみ美里                              | 枕流                                | ※                          |
| 2005年 | 12月9日  | ToHeart2 XRATED                     | みつみ美里、甘露樹 なかむらたけし、カワタヒサシ        | 三宅章介、菅宗光 まるいたけし、枕流 | 大阪・東京合同開発         |
| 2006年 | 7月28日  | フルアニ                            | N/A                                                    | N/A                                 |                            |
| 2008年 | 2月29日  | ToHeart2 AnotherDays                | N/A                                                    | N/A                                 | 大阪・東京合同開発         |
| 2008年 | 12月26日 | 君が呼ぶ、メギドの丘で              | Karen、みつみ美里、甘露樹 なかむらたけし、カワタヒサシ | 枕流                                |                            |
| 2009年 | 6月26日  | 痕 -きずあと-                       | 甘味みきひろ                                           | 髙橋龍也、JIGY                      |                            |
| 2009年 | 12月18日 | 愛佳でいくの!!                      | N/A                                                    | N/A                                 | Leafアミューズメントソフト |
| 2010年 | 3月26日  | WHITE ALBUM2 -introductory chapter- | なかむらたけし、桂憲一郎                               | 丸戸史明 with 企画屋                | 外部スタッフ企画           |
| 2011年 | 1月28日  | 星の王子くん                        | QP:flapper                                             | 永田和久                            | 外部スタッフ企画           |
| 2011年 | 12月22日 | WHITE ALBUM2 -closing chapter-      | なかむらたけし、桂憲一郎 柳沢まさひで                  | 丸戸史明 with 企画屋                | 外部スタッフ企画           |
| 2011年 | 12月22日 | WHITE ALBUM2                        | なかむらたけし、桂憲一郎 柳沢まさひで                  | 丸戸史明 with 企画屋                | 外部スタッフ企画           |
| 2018年 | 2月14日  | WHITE ALBUM2 EXTENDED EDITION       | なかむらたけし、桂憲一郎 柳沢まさひで                  | 丸戸史明 with 企画屋                | 外部スタッフ企画           |

## アニメ化作品
| 作品               | 放送年                                            | 監督                            | アニメーション制作 | 備考    |
| ------------------ | ------------------------------------------------- | ------------------------------- | ------------------ | ------- |
| To Heart           | 1999年4月 - 6月（第1期）                          | 高橋ナオヒト                    | オー・エル・エム   |         |
| To Heart           | 2004年10月 - 12月（第2期）                        | 元永慶太郎                      | OLM AIC A.S.T.A    |         |
| こみっくパーティー | 2001年4月 - 6月（第1期）                          | 須藤典彦                        | OLM TEAM IGUCHI    | OVAあり |
| こみっくパーティー | 2005年4月 - 6月（第2期）                          | 東郷光宏                        | RADIX              | OVAあり |
| ToHeart2           | 2005年10月 - 2006年1月                            | 須藤典彦                        | OLM Team IGUCHI    | OVAあり |
| うたわれるもの     | 2006年4月 - 9月                                   | 小林智樹                        | OLM TEAM IWASA     | OVAあり |
| WHITE ALBUM        | 2009年1月 - 3月（前半） 2009年10月 - 12月（後半） | 吉村明（前半） 吉田泰三（後半） | セブン・アークス   |         |
| WHITE ALBUM2       | 2013年10月 - 12月                                 | 安藤正臣                        | サテライト         |         |

## 所属スタッフ

### 大阪開発室（旧 伊丹開発室）
プロデューサー
- 下川直哉

シナリオ
- まるいたけし
- 枕流（まくら ながれ） - Active
- 涼元悠一 - Key
- JIGY

音楽
- 下川直哉
- 中上和英（なかがみ かずひで）
- 松岡純也（まつおか じゅんや）
- 石川真也（いしかわ しんや DOZA）
- 日下隆之介

原画
- カワタヒサシ（河田正人、親父油、ら〜・YOU、河田優）
- 甘味みきひろ（あまみ みきひろ）

プログラム・スクリプト
- 二宮一雄（にのみや かずお、一一（にのまえはじめ））
- みゃくさまさかず - TGL
- かしまゆう（中島祐治（なかじま ゆうじ））
- 山崎岳志（やまざき たけし）
- 磯田悟志（いそだ さとし）

グラフィック
- 木村隆夫（きむら たかお）
- 村松英孝（むらまつ ひでたか）
- 中谷武史（なかたに たけし）
- 比呂菊乃助（ひろ きくのすけ）
- 池田美智子（いけだ みちこ）
- 大谷圭（おおたに けい）
- 金丸（かねまる）
- TASO
- 田川歩美
- 東海林（しょうじ）
- こすがかなめ（小菅要）
- Ann（あん）

広報
- 川上英嗣（かわかみ えいじ）
- 田中宏明（たなか ひろあき）
- 中上雅司（なかがみ まさし）

広告・マニュアル・パッケージデザイン
- 河合英明（かわい ひであき） -  KEN2と同一人物という説が有力
- 加納修二（かのう しゅうじ）
- TAKEMi

プロモーションマネージメント
- 平田裕介（ひらた ゆうすけ） - 元スクウェア・エニックス第5開発事業部部長

### 東京開発室
ディレクター
- 鷲見努（わしみ つとむ CHARM） - F&C

シナリオ
- 三宅章介（みやけ しょうすけ）
- 菅宗光（すが むねみつ む〜む〜） - シルキーズ

原画
- みつみ美里（みつみ みさと） - F&C
- 甘露樹（あまづゆ たつき） - F&C
- なかむらたけし（中村毅） - F&C

プログラム・スクリプト
- 岩城猫（いわき ねこ 岩城犬、YUMいわき、岩城雀）
- 横尾健一（よこお けんいち）

グラフィック
- 秋葉秀樹（あきば ひでき）
- 高橋政吉（たかはし まさきち） - F&C
- 座間政秋（ざま まさあき）
- さくらいさくら
- 藤沢町 - 原画兼任
- 十条たたみ - 原画兼任
- 早織さち

3Dグラフィック
- 古寺成（ふるでら なる） - 原画兼任

スクリプト
- 藤原竜（ふじわら りゅう） - みつみ美里の実弟

音声・アニメーション関係
- 望月雄太郎

### 外注スタッフ
シナリオ
- 永田和久（ながた かずひさ） - 大阪開発室
- 小林且典 with 企画屋
- 丸戸史明 with 企画屋

原画
- QP:flapper
  - 小原トメ太（トメ太）
  - さくら小春（ぴめこ）

- Karen（かれん） - アリスソフト

音楽
- 林茂樹 - スティング

背景
- 草薙

## 元スタッフ
シナリオ
- 髙橋龍也 - 大阪開発室、プレイム。現在はアニメ脚本家
- 原田宇陀児 - 大阪開発室
- 椎原旬（しいはら しゅん） - 大阪開発室、PULLTOP代表、SEVEN WONDER
- 雨之幸永（あまの ゆきなが） - 大阪開発室、ういんどみる

シナリオ・スクリプト
- 竹林明秀（たけばやし あきひで、青紫、青村早紀、あおむらさき、BluePurple） - 大阪開発室。故人

原画
- 水無月徹 - 大阪開発室、プレイム。現在は漫画家
- はぎやまさかげ（月餅） - 大阪開発室、アリスソフト

グラフィック
- 鳥野正信（とりのまさのぶ、鳥の） - 伊丹開発室、Key、RAM
- ろみゅ - 大阪開発室、プレイム、M2
- 陣内主税（じんない ちから） - 大阪開発室
- 閂夜明（かんぬき よあけ） - 大阪開発室
- 上田梯子（うえだ はしご） - 大阪開発室、スクウェア・エニックス
- 柏木隆宏（かしわぎ かずひろ） - 大阪開発室
- ねのつきゆきしろ - 大阪開発室
- shigi（鴫（しぎ）） - 大阪開発室
- ばんろっほ - 東京開発室、F&C、ま〜まれぇど
- 武内よしみ（たけうち よしみ） -  東京開発室、F&C、ま〜まれぇど
- 氷山あずき（ひやま あずき） - 東京開発室、クロスネット
- 香月☆一（こうづき はじめ） - 東京開発室、F&C
- 藤原十夜（ふじわら とうや）- 東京開発室
- 水野早桜（みずの さお）- 東京開発室
- 宮田筝治（みやた そうじ）- 東京開発室
- さんた茉莉
- 月島みちや

プログラマ
- 生波夢（なまはむ） - 伊丹開発室、RAM
- 中尾佳祐（なかお けいすけ） -  大阪開発室
- 乾真樹（いぬい まさき） - 東京開発室、SCE

音楽
- 折戸伸治 - 伊丹開発室、Tactics、Key
- 米村高広（よねむら たかひろ、CHEMOOL（けむーる）） - 大阪開発室、TGL
- 衣笠道雄（きぬがさ みちお、豆田将（まめだ すすむ）） - 大阪開発室。故人